# فیروز گوران
فیروز گوران (زاده ۱ فروردین ۱۳۲۰ روستای آوریم - درگذشته ۳۰ خرداد ۱۳۹۸) پیش‌کسوت مطبوعات ایران بود.

## زندگی
فیروز گوران در فروردین ۱۳۲۰ در روستای آوریم از توابع سوادکوه استان مازندران زاده شد. در ۷ سالگی به تهران رفت و همزمان با تحصیل مدتی دستفروشی کرد و سپس در ۱۳۳۶ کارگر چاپخانه چاپخانه مهر ایران شد. با اینکار با دنیای مطبوعات آشنا شد.

## کنش‌ها

### پیش از انقلاب
گوران در هنگام کار در چاپخانه حروف‌چینی می‌کرد و پس از مدتی به عنوان نماینده حروف‌چینان به زندان رفت.
فیروز گوران در روزنامه‌های مهر ایران، اطلاعات، کیهان و آیندگان به روزنامه‌نگاری ادامه داد و به سردبیری روزنامه آیندگان رسید.
فیروز گوران به دلیل نوشتن گزارشی برای روزنامه مهر ایران، بار دیگر به عنوان روزنامه‌نگار ضد امنیت ملی به زندان رفت.
وی در فروردین ۱۳۵۰ به دلیل کنش‌های سیاسی و عضویت در سازمان انقلابی کمونیست‌های ایران (ساکا) و اقدام علیه امنیت ملی بازداشت و شکنجه شد. او به چهار سال زندان محکوم شد. برای دو سال و نیم در آغاز در زندان قزل‌قلعه، و سپس زندان‌های عادل آباد، عشرت آباد، قصر، و کمیته مشترک ضدخرابکاری زندانی بود و پس از این مدت با عفو، از زندان آزاد شد. پس از آزادی از زندان در سال ۱۳۵۲ در روزنامه کیهان، کار کرد. پس از آنکه به دستور ساواک از کار در کیهان، منع شد با معرفی رییس پیشین خود در کیهان، در روزنامه آیندگان آغاز به کار کرد. در جریان اعتصاب روزنامه‌نگاران در دوره انقلاب ۱۳۵۷ ایران نام فیروز گوران چندین بار مطرح شد و نامش در فهرست روزنامه‌نگارانی بود که نقشه ترورشان در ۲۱ بهمن ۱۳۵۷ کشیده شده بود. روزنامه‌های ایران در جریان انقلاب، از ۱۹ تا ۲۳ مهر و از ۱۴ آبان تا ۱۶ دی ۱۳۵۷ دو بار اعتصاب کردند که فیروز گوران در هر دو دوره به صورت فعال شرکت کرد.فیروزان گوران بار دوم از اوایل بهمن ۱۳۵۷ تا ۲۲ بهمن ۱۳۵۷ بازداشت و زندانی شد.

### پس از انقلاب
پس از انقلاب ایران، مدتی در مجلات صنعت حمل و نقل و جامعه سالم در دهه ۱۳۷۰ (خورشیدی) فعالیت کرد و پس از مدتی خانه‌نشین شد.
او، یکی از فعال‌ترین و پرنفوذترین اعضای سندیکای نویسندگان و خبرنگاران مطبوعات در پیش و پس از انقلاب ایران بود. او در این سندیکا تلاش بسیاری برای مقابله با سانسور در ایران و دفاع از حقوق صنفی روزنامه‌نگاران ایفای نفش اساسی کرد. گورانی و عمید نائینی با بسته‌شدن سندیکای نویسندگان، در آغاز دهه ۱۳۶۰ (خورشیدی) تلاش کردند "انجمن روزنامه‌نگاران دموکرات ایران" را به جای آن برپا کنند که به سرانجام نرسید.
فیروز گوران در بهمن ۱۳۸۰ به همراه چندتن دیگر، مانند داریوش شایگان، نوشابه امیری، و علی دهباشی بدون اتهام و حکم، برای مدتی در زیرزمین اداره اماکن نیروی انتظامی زندانی شد.

## تقدیر
وی در سال ۱۳۸۶ به عنوان روزنامه‌نگار پیش‌کسوت و برتر لوح تقدیر انجمن صنفی روزنامه‌نگاران ایران را دریافت کرد.

## درگذشت
فیروز گوران نزدیک ۱۵ سال به بیماری سرطان مثانه مبتلا بود. او برای درمان، بارها به آلمان سفرکرد. او در ۳۰ خرداد ۱۳۹۸ درگذشت. همسر و دو دختر فیروز گوران در آلمان و ایالات متحده آمریکا و پسرش در ایران زندگی می‌کنند و گوران برای دیدن آنها به آن کشورها می‌رفت. اما عشق او به ایران چنان بود که همیشه، زندگی در ایران را بر می‌گزید. فیروز گوران هرگز امید خود را نسبت به آینده ایران از دست نداد.